# オーストラリア国立博物館
オーストラリア国立博物館（オーストラリアこくりつはくぶつかん、National Museum of Australia）は、オーストラリアの首都キャンベラ北部にある国立博物館。この国の社会史の資料の保存と解釈に取り組み、重要な課題や人々、出来事について調査する。

## 歴史
1980年、オーストラリア政府はオーストラリア国立博物館法に基づき組織を設け、恒久的な建物を持たないまま収集事業を続ける。2001年3月11日、専用の建屋が王立キャンベラ病院の跡地に正式に開館した。

## 建物

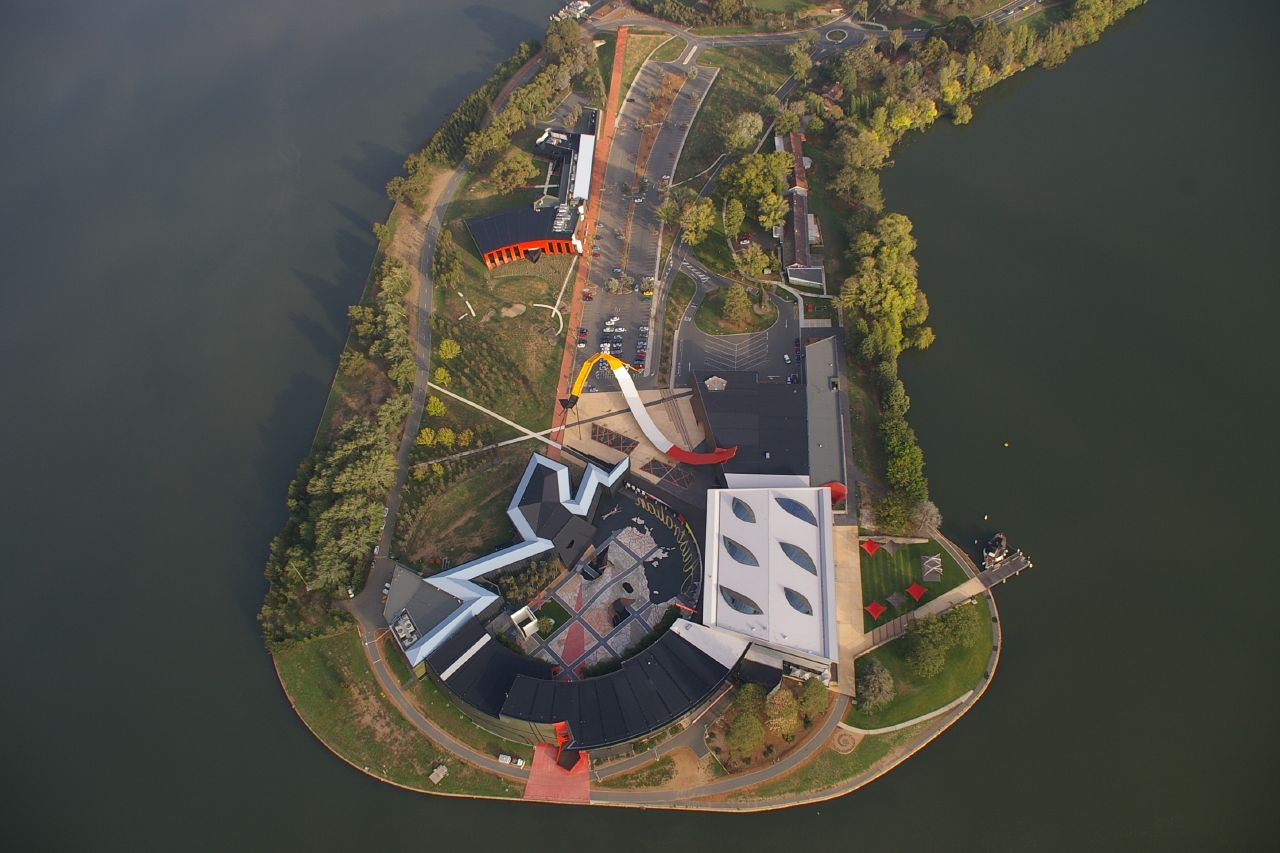
博物館を上空から撮影（アクトン岬）

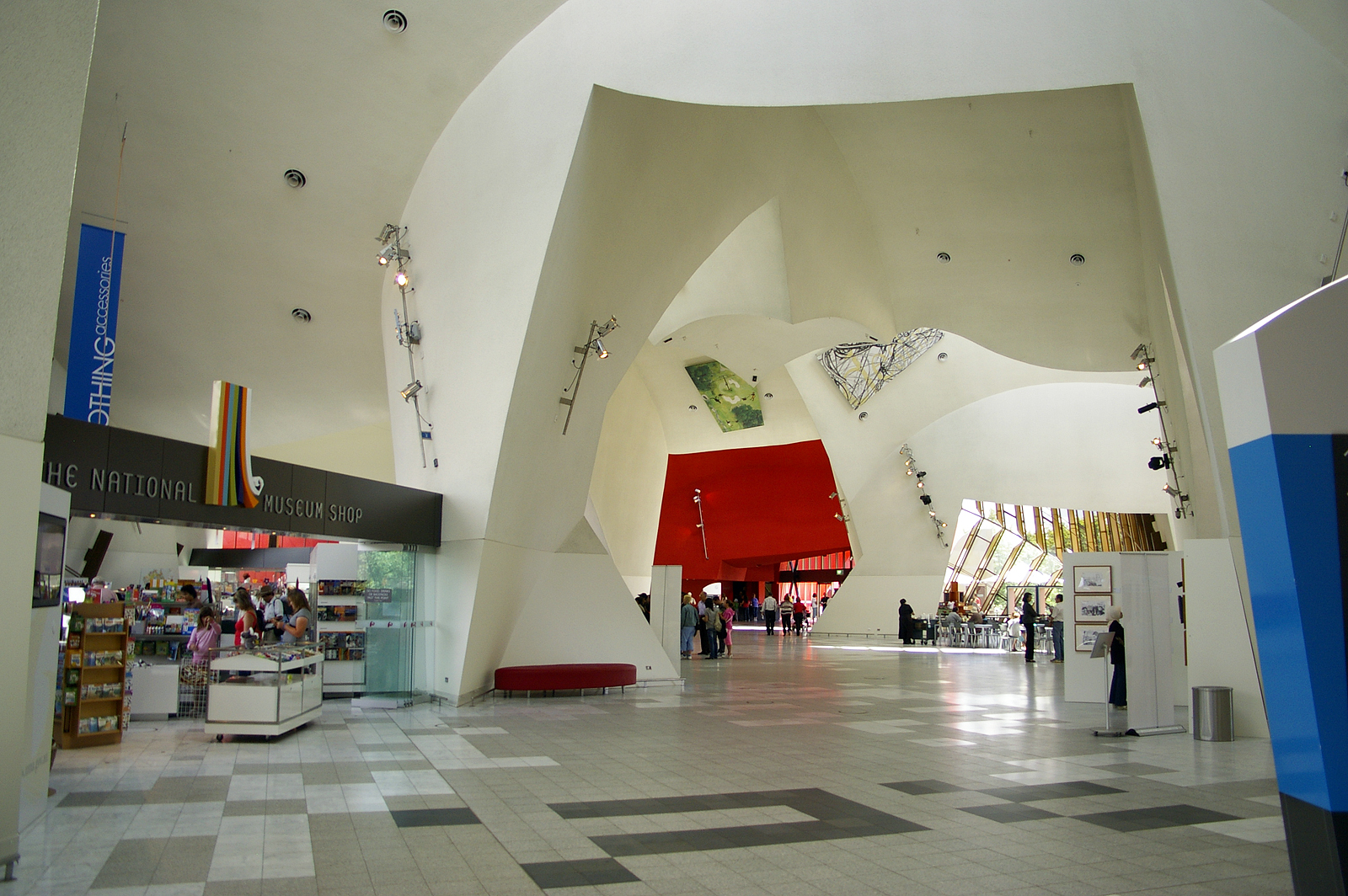
館内

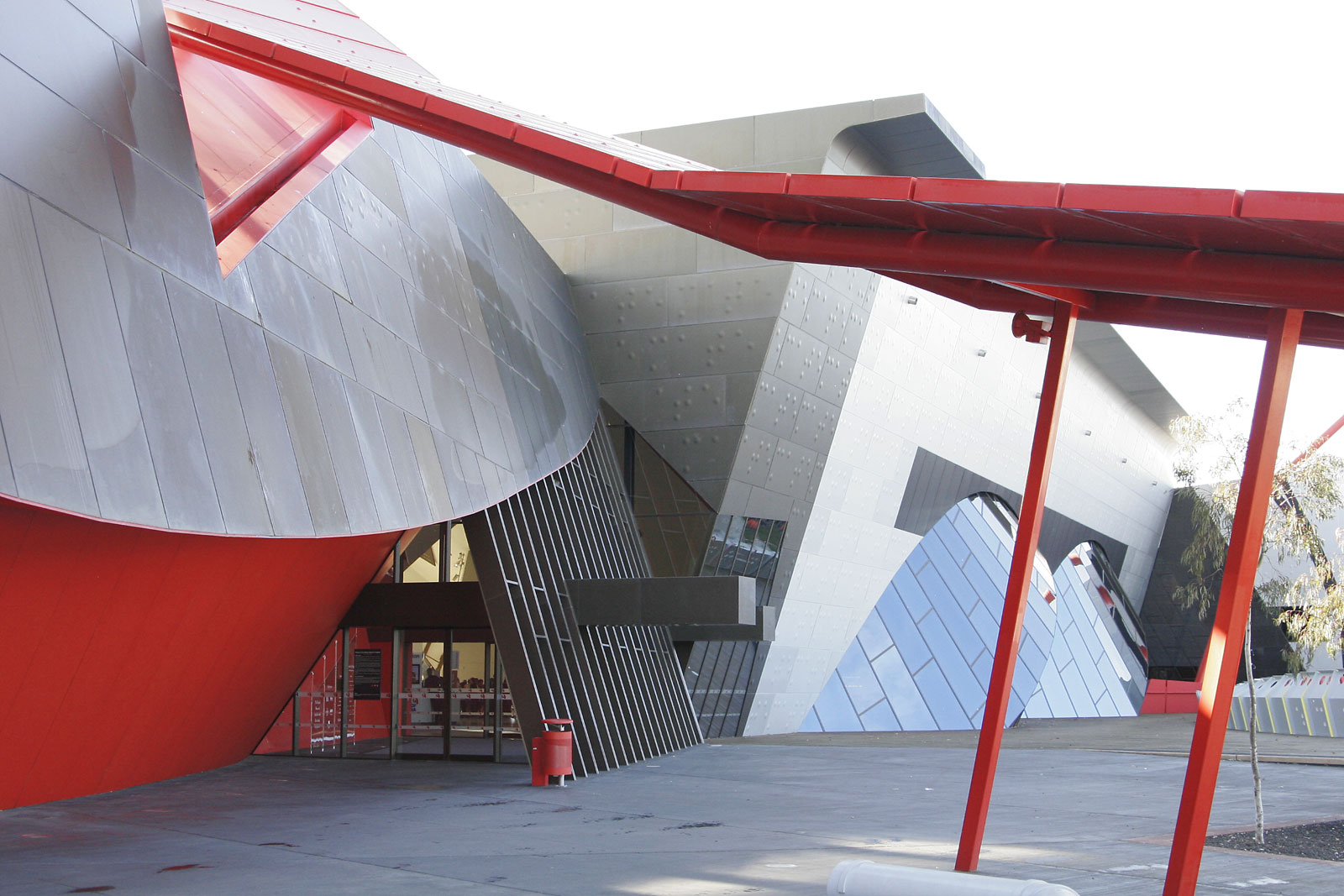
正面玄関

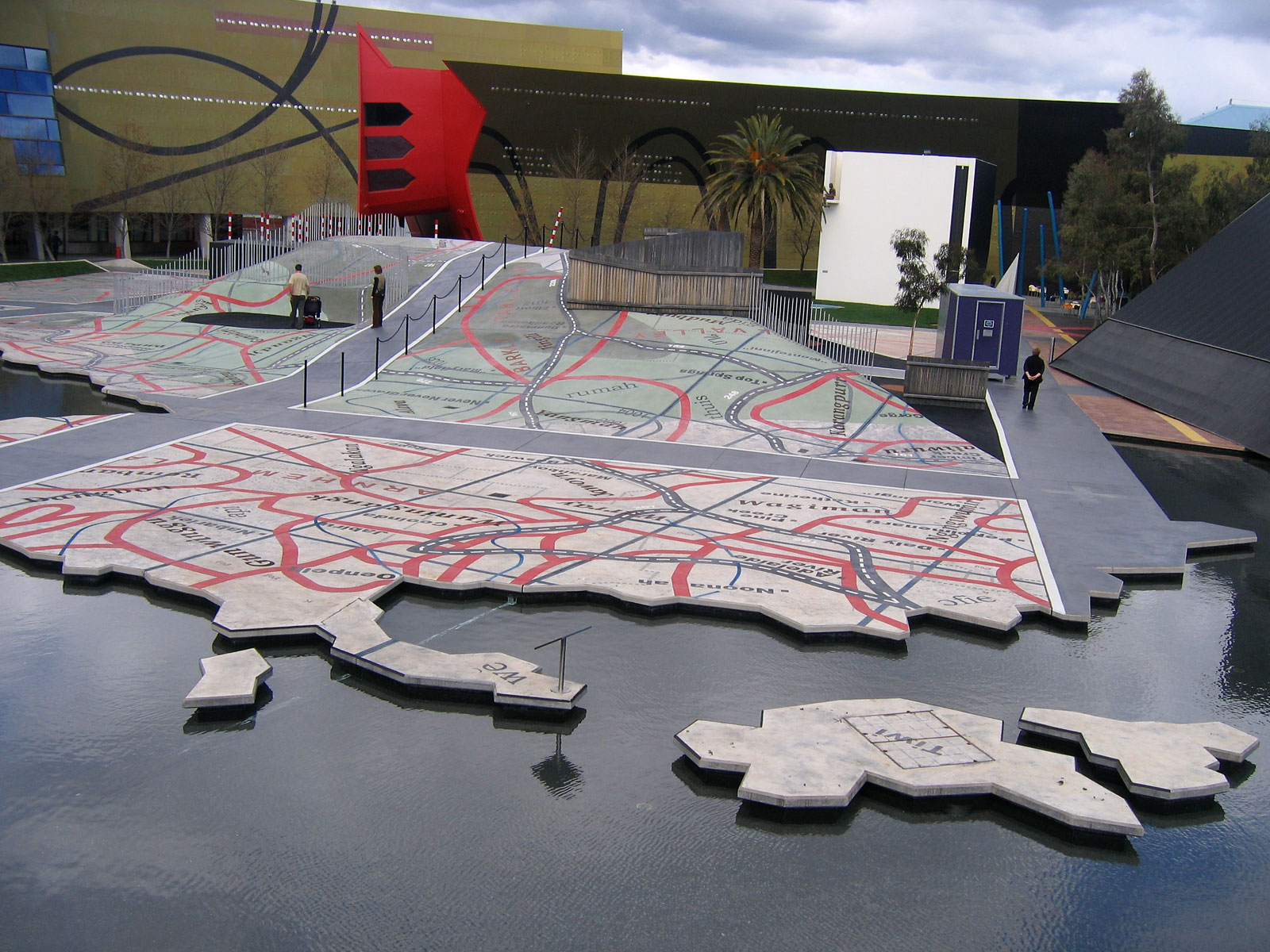
坪庭（題名の仮訳〔オーストラリアの夢の庭〕）

博物館の建物は建築プロジェクトの管理者で設計士ハワード・ラガット（Howard Raggatt）が手がけ、オーストラリア人がそれぞれ抱える人生譚を縄の結び目で象徴する。ラガットは語った。「オーストラリアの物語は1つではなく、多くが絡み合っていると捉えた。1本の定型化された物語ではなく、矛盾をはらんだいくつかの像が撚り合わされ（よりあわされ）、単に違いを解くと言うよりも、違いを心から受け入れることでもある。」
基本テーマにしたがって結び目に見立てた本館を中心に置き、綱の端もしくは断片が伸展する。そのうち、大きく弧を描くように伸びて通路の屋根を形作る一端は、AIATSIS（英語）の横を通ると地面に接し、まるで巨大なリボンがほどけたようにゆったりとしたカールで終わる。形はちょうど国の内陸に位置する天然のランドマークそっくりであり、「ウルルの軸」という概念で都市計画家ウォルター・バーリー・グリフィン（英語）が博物館とキャンベラの都心を結び、オーストラリアの先住民の精神との結びつきを象徴する。
さらに以下の建物群と関連づけがされている。
- バーリー・グリフィン設計の回廊、ニューマン大学（英語）（メルボルン）
- シドニー・オペラハウス – ヨーン・ウツソンが手がけた部分とその他の部分の両方。
- フェリックス・キャンデラの貝のカーブ。
- 玄関ホールからはエーロ・サーリネンのニューヨークのJFK国際空港を連想する
- 正面の彫刻アーチはリチャード・セラ
- 「オーストラリアの夢の庭」という坪庭は、さまざまな異なる地図製作法を表現する
- 壁の装飾には、シドニーで話題になった手書き文字「Eternity」（エターニティ＝永遠）（英語）を断片にして使用 – この言葉を30年にわたり、街のあちこちの歩道に黄色のチョークで落書きした人物アーサー・ステイス（英語）を想起させる。
- ダニエル・リベスキンド設計のベルリン・ユダヤ博物館（ドイツ・1999年開設）からの連想はもっとも議論を呼んだ。

統合のコンセプトには「もつれた概念」という発想を採用し、建築物のスキームには次のようにさまざまな概念が組み込まれた。
- 「哲学テープ」 – ビア・マドック（英語）の発想。
- 『ブルー・ポールズ』（英語） – ジャクソン・ポロックの絵画
- ブール数列、結び目、アリアドネーの系
- 先住民のドリームタイム（英語） – 虹蛇が天地を創造したという物語[注釈 1]

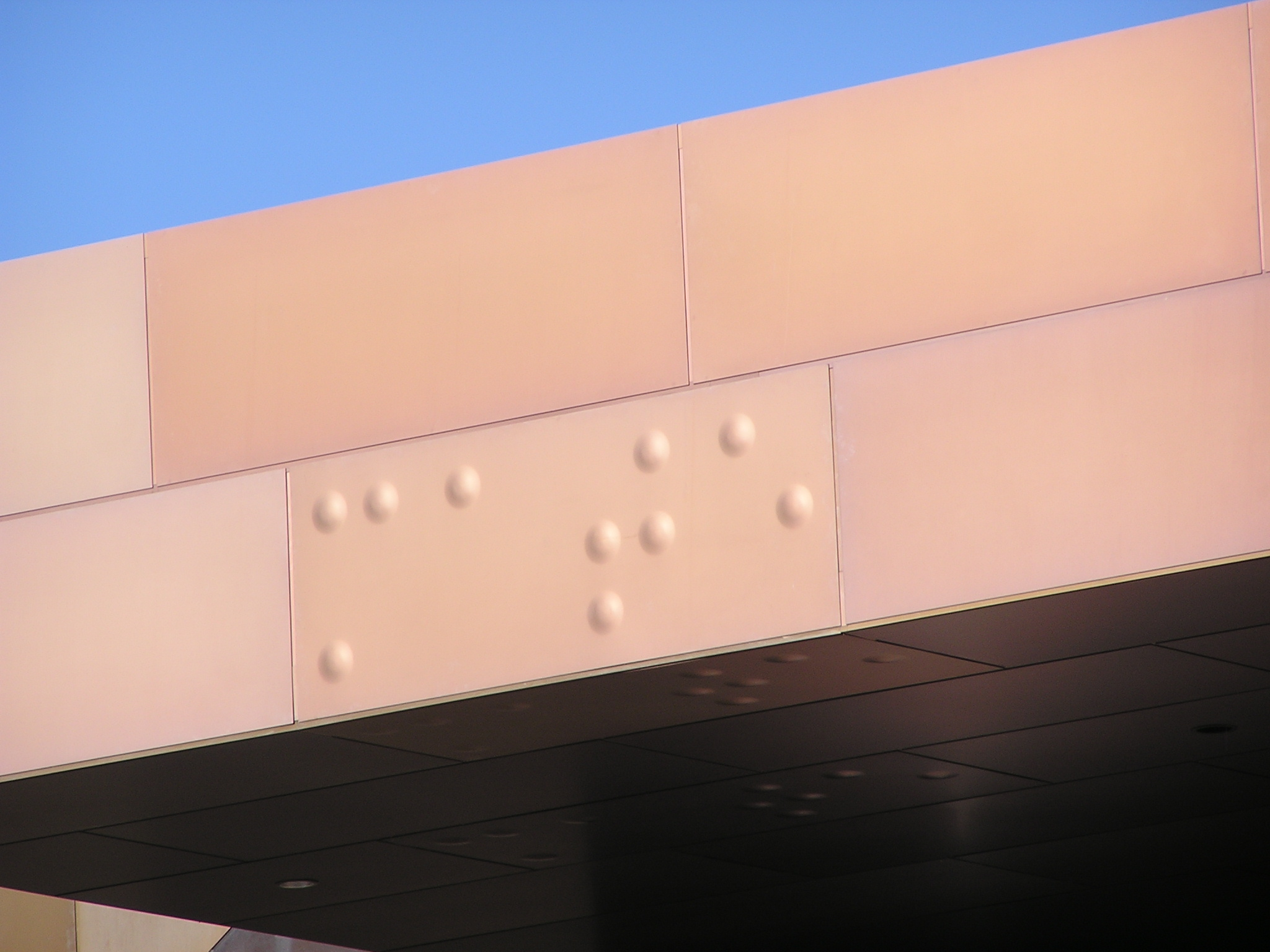
英文点字「mate」（友だち）

当館の基本図はユダヤ教のダビデの星を分割し、リベスキンドがベルリンの博物館設計に際して描いたジグザグの線を正確に再現している。オーストラリアの雑誌『ザ・ブレティン』（英語）2000年６月号が初めて盗用の類推を掲載し、写し取られたと知ってリベスキンドは怒りを隠さなかったという。対する設計家ラガットは、剽窃ではなく引用であると反論した。当時のドーン・ケイシー館長 Dawn Casey は評議会でこの設計案を承認したとき、誰もこめられたシンボルに気づかなかったと述べた。
建物の外壁に使われた耐食性アルミパネルの多くには、単語を点字その他の記法で書いてある。メッセージには「友情「彼女の方が正しい」などが含まれ、「謝罪します」や「私たちがおかした皆殺しを許してほしい」など、物議を醸しそうな言葉や言い回しも含まれた。これら論争の種となりそうなメッセージは読み取れないように、銀色の円盤で点字を覆って隠してある。
結び目の主題は正面玄関の形に引き継がれる。直方体の建物の表面には、結び目を中から押しつけて輪郭をなぞったかのように突出して見える。対称形から脱けだした複合体は博物館らしくない外観を意図しており、ドキッとするような色づかいや角度、見たこともない空間、思いがけないところに凸部（とつぶ）があったり、予測を裏切る表面処理を施してある。
正確な分類は難しいとしても、当博物館本館は チャールズ・ジェンクス（アメリカ）の「新しいパラダイム」の一例と捉えることができ、また脱構築主義建築の特徴も見出される。
点字で表した言葉の中に、Resurrection city「復活の日」があり、その意味はこの敷地にかつて立っていた王立キャンベラ病院を取り壊して更地（さらち）にしたときに死者を出したことなのか、そこに博物館を築いたことなのか、あるいは オーストラリア先住民とヨーロッパ系入植者との和解なのか。この語句をラガットはメルボルンのストーリー会館（英語）の外装タイルにラベルとして記しており、メッセージについて述べた。「この建物にとっては何か大きなものを目指すこと、その周囲の追想の数々にも関わるのだと思う」。
建築施工と監理はレンドリース（英語）で、完成年は2001年である。

### 低気圧の被害

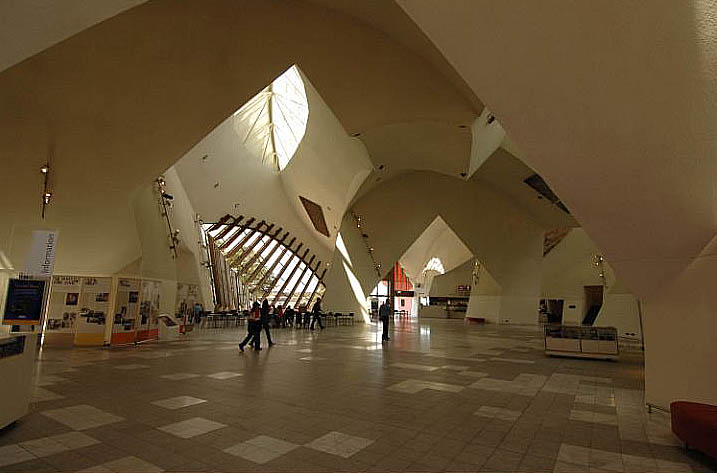
中央展示室

2006年12月29日の夜間に低気圧が激しい雷雨を伴ってキャンベラを通過し、当館は管理部門の屋根に甚大な被害を受けた。積もった雹の重さで屋根が陥没、電気の配線が露出し館内は床に2 cmの雨水が溜まった。また当時はオーストラリアの海難救助員ライフサーバーを主題としたオーストラリア画家の展覧会を行なっており、雨漏りで絵画数点が濡れた。当館の主展示室には被害が及ばず、収蔵資料あるいは収蔵庫も無事であった。翌々日には臨時休館を解いており、修理費用は総額50万オーストラリアドル超とされた。

### 施設拡充（2012年–2013年）
本館にあった管理部門の移設のため2012年に専用の新棟の建築に取り掛かる。カフェは一時休業し、バーリー・グリフィン湖を望む一画に移して室内と屋外に席を設け、年内に営業を再開した。カフェの分の空間が広がった玄関ホールには、当館の収蔵品の車両など大型の収蔵品を展示できるようになった。
新しい管理棟は2013年半ばに落成、旧管理棟と本館を結び、外装の鮮やかな色タイルはQRコードを描いている。

## 展示内容
5万年のアボリジニの遺産、1788年以来の植民者の定住、オーストラリアの連邦時代（英語）や2000年シドニーオリンピックなどの主要な出来事を紹介する。先住民が樹皮に描いた絵画の世界最大のコレクションや石器、チャンピオン競走馬ファーラップ号の心臓、ホールデン第1号の試作を収蔵する。
またオーストラリアの民俗をテーマに、ブッシュレンジャーから海難救助（surf lifesaving）まで展示会を企画し、巡回展示を組織する。出版事業は書籍、展示図録、機関誌を発行し、研究センターはオーストラリアの過去、現在、未来について発想や議論の活発なフォーラムとして学際的なアプローチから歴史に取り組む。
新しい革新的な技術を取り入れて、特に地域社会に向けた普及活動プログラムは国際的な評判を高めている。2003年から2008年まで、博物館は学生の政治フォーラム「トークバック教室」を主催した。
所在地はアクトン郊外の半島であり、オーストラリア国立大学に隣接する。バーリー・グリフィン Lake Burley Griffin 湖畔の敷地にはかつて王立キャンベラ病院が立ち、老朽化から取り壊しが決まると1997年7月13日に爆破解体を公開したところ死者が出る（英語）という悲劇的な経緯があった。

## 観光大賞を受賞
恒例のオーストラリア観光大賞において、2005年と2006年に「オーストラリアの主な観光名所」Australia's Major Tourist Attraction に選定された。キャンベラ首都特別区の主な観光名所の指定は、2003年-2007年の5年連続で受けている。

## 主な収蔵品

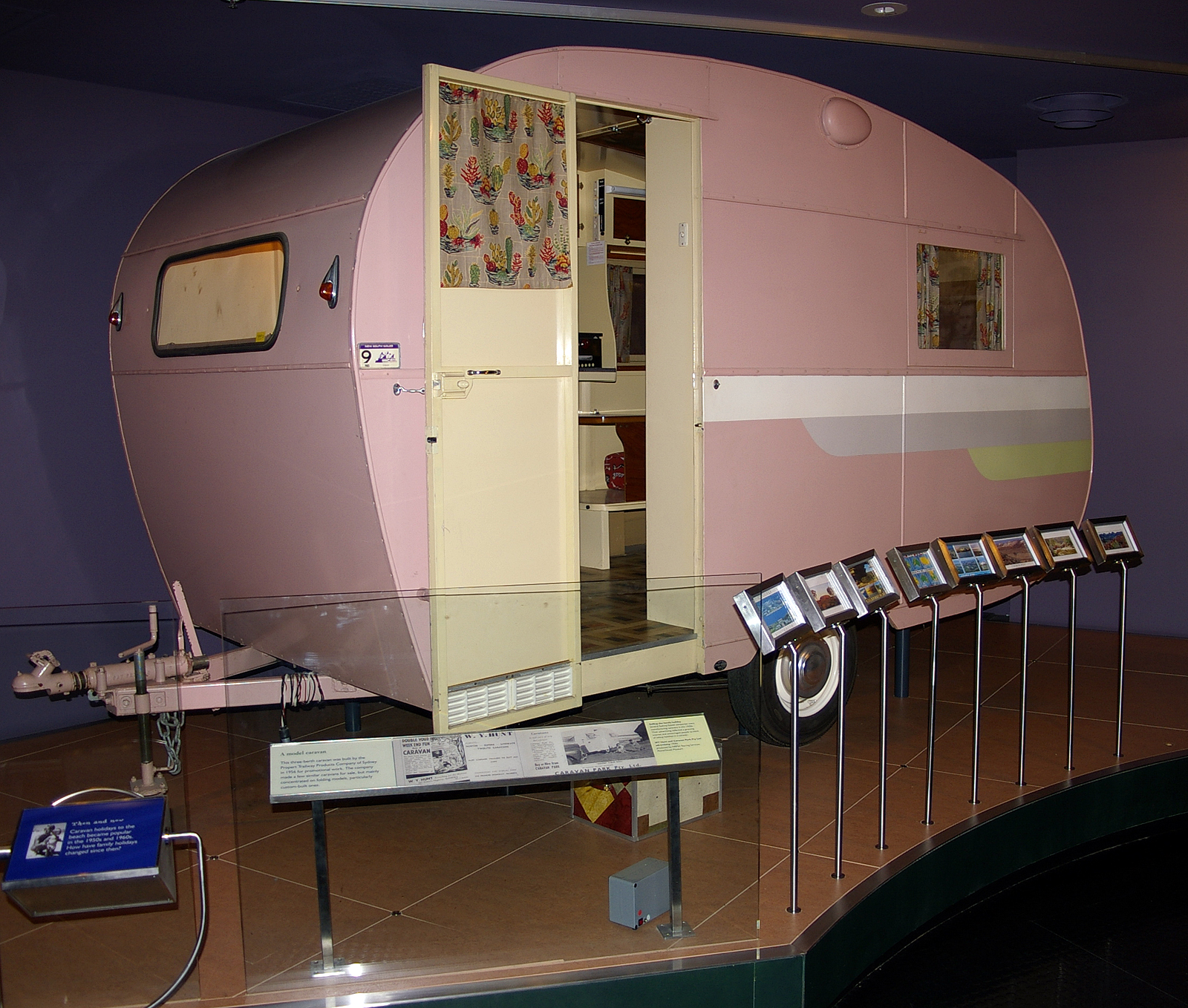
1956年式プロパート社製のキャンピングトレーラー（展示資料）

当館の収蔵品は「オーストラリア歴史資料」National Historical Collection と呼ばれ、総点数は21万点超である。主題は3つあり、先住民とトーレス海峡諸島民の文化、1788年のヨーロッパ人入植者（英語）以降の歴史と文化、人間とオーストラリアの自然環境（英語）の相互作用である。当館ウェブサイトに掲載した主な収蔵品を紹介する。
- ディンゴに咬み殺された幼児チェンバレンの関連資料 Azaria Chamberlain（英語）。
- 2011年ツール・ド・フランス優勝者カデル・エヴァンスの自転車。
- ジェームズ・クックが使った航海用の方位測定機器類（英語）。
- 眼科医フレッド・ホローズ（Fred Hollows）[注釈 3]が使用した医療器具。
- Holey Dollar（英語）：オーストラリアで鋳造された硬貨第1号。
- ネットボール選手リズ・エリス Liz Ellis（英語）の記念品。
- ジョン・コンラッド John Konrads（英語）が1960年ローマオリンピックで獲得したメダル類。
- 子供向けテレビ番組『Play School』（英語）の小道具。
- 世界貿易センターの爆破現場から見つかったオーストラリア国旗。
- 羊のクリス（Chris）（英語） の羊毛。

また当館は先住民の遺骨を郷里へ返還するまで、暫定的に預かっている。世界の博物館からアボリジニの遺骨を回収する事業の一環であり、それぞれの故地に戻そうと1400体が保管されている（2019年3月時点）。

## 出版物
発行年順。特記した場合を除き、英文。
年報
- 会計報告。当館. Annual report of operations and audited financial statements. キャンベラ：政府発行物局、1980年。インターネット資料、電子ジャーナル。OCLC 212933567。
- 年報。当館. ReCollections: journal of the National Museum of Australia. キャンベラ、アクトン：オーストラリア国立博物館出版局、2006年、ISSN 1833-4946。創刊号から第10巻まで、過去号の一覧。

### 書籍
- Land, Nation, People: Stories from the National Museum of Australia. キャンベラ：オーストラリア国立博物館出版局、2004年。全144頁。
  - 書評 Sherratt, Tim. "Review : National Museum of Australia, Land, Nation, People: Stories from the National Museum of Australia". Historical Records of Australian Science vol. 16, no. 1, 2005, pp. 122-124.
- Hetherington, Michelle、Morphy, Howard ; 当館（編）. Discovering Cook's collections. シドニー：Read How You Want/Accessible、2012年[注釈 4]。拡大書籍（16 pt. Verdana）。ISBN 9781459637283, 1459637283、OCLC 816292140。クック船長がヨーロッパにもたらした文物のその後。博物館や個人蒐集家の所蔵となり、その解釈はどう変わったか。

- Beaumont, Joan ; Martinuzzi O'Brien, Ilma ; Trinca, Mathew ; 当館（編）. Under suspicion : citizenship and internment in Australia during the Second World War. 拡大書籍（16 pt. Verdana）。シドニー：Read How You Want/Accessible、2012年[注釈 5]、ISBN 9781459637306, 1459637305、OCLC 816288641。第二次世界大戦下、敵性住民の疑いで投獄された人々について（ドイツ系、イタリア系、日系の市民）。

- 当館. Yiwarra Kuju : the Canning stock route. 拡大書籍（16 pt. Verdana）。シドニー：Read How You Want/Accessible、2021年?[34]、ISBN 9781459649828, 1459649826、OCLC 1258137594。家系図、挿絵、地図、肖像画入り。西オーストラリア奥地の、先住民と入植者の経緯。牧場拡大に伴い、牧畜関係者は牛を積み出し港まで歩かせる最短距離の輸送路を求める。日本語版あり。

展示解説、図録
- Taylor, Luke. More than meets the eye : reflections on the Aboriginal art and craft industry : an exhibition at the  En:Yarramundi, New South Wales Visitors Centre. キャンベラ：当館出版局、1991年。 ISBN 9780642166265, 0642166269、OCLC 220876294。全16頁、挿絵あり。
- Taylor, Luke ; 当館（編）. Painting the land story, 1999. ISBN 0642565449, 9780642565440、OCLC 44795040。オーストラリア全国巡回展の図録。viii、142頁。挿絵、地図（一部カラー図版）。
- Simpkin, Julie ; Molony, Justine ; Caruana, Wally ; Taylor, Luke ; Morphy, Howard ; 当館（編）. Old masters : Australia's great bark artists. キャンベラ（アクトン）：オーストラリア国立博物館出版局. ©︎2018. 会場と会期は中国国家博物館（北京）、2018年7月2日–同9月2日。

## アクセス
バス: 市営バスACTIONの観光ルート 81番・891番で国立博物館前下車、徒歩200 m。バス停はレノックス交差点を挟み、平日は7号線、週末は934号線に移る。無料の循環バス101番は館から徒歩およそ15分のニュー・アクトンに停車。キャンベラ1日ツアーには博物館に立ち寄る日程もある（2017年5月時点）。
徒歩もしくは自転車: アクトン市内とバーリー・グリフィン湖畔を結ぶ遊歩道を利用。歩行者と自転車の共用道である。自転車ラックは正面玄関脇に設置。
タクシー、シェアライド: 正面玄関脇のループの下、タクシー乗り場の標識のところで待ち合わせ。各社の電話番号。
- キャンベラ・エリート Canberra Elite、13 22 27
- キャベクスプレス Cabxpress、1300 222 977
- ウーバー・キャンベラ Uber Canberra、ネット予約

### 駐車場
博物館の来館者向けの駐車場は専用のほか、共用駐車場がある。（地図は PDF 353kb）
専用駐車場：1時間$2.50 または1日料金$12（平日午前8時半から午後5時）。発券機は休憩コーナーにあり、硬貨またはクレジットカード利用可（Visa、MasterCard）。紙幣は使えない。博物館の受付で両替できる。
共用駐車場：専用駐車場が満車のときは、以下の施設を利用できる。
- 博物館に隣接したローソン・クレセントのシビック Civic またはニュー・アクトン。徒歩またはバスで来館。
- オーストラリア国立大学 (ANU) の時間制共用駐車場。フェローズ通り Fellows Road からマクドナルド・プレース McDonald Place に入ると、RG マッケンジービル Menzies Building 前にある。来館にはリバーシッジ街 Liversidge Street 沿いに約15分、レノックス交差点を目指す。大学の駐車場地図がダウンロードできる[38]（PDF形式、423kb）。
- 無料駐車場：週末と国民の休日。平日はオートバイ、障害者用のスペースは料金を取らない[39]。

駐車券は市内各地の国営首都公社（NCA）が管理する駐車場でも利用できる。パーリアメンタリー・トライアングル地区内のクエスタコン Questacon、オールド・パーリアメント・ハウス Old Parliament House のNCA カーパークを利用できる。ただし国立美術館、国立肖像画美術館、アクトン市庁舎は対象外である。